# Return to Sender
«Return to Sender» (с англ. — «Вернуть отправителю») —  песня, которую Элвис Пресли записал и выпустил как сингл в 2 октября 1962 года, она также была исполнена им в фильме «Девушки! Девушки! Девушки!». Авторы песни Уинфилд Скотт и Отис Блэквелл. На этой записи Элвиса Пресли на электрогитаре играет великий американский гитарист Барни Кессел. Песня стала коммерческим хитом и получила похвалу за ее лирику и мелодичность.
В США в 1962 году в журнале «Билборд» песня «Return to Sender» в исполнении Элвиса Пресли достигла 2 места в чарте Hot 100 (суммарный чарт синглов в разных жанрах поп-музыки, главный хит-парад этого журнала) и 5 места в чарте синглов в жанре ритм-н-блюза (который теперь называется Hot R&B/Hip-Hop Songs).
В Великобритании песня поднялась на 1 место (в национальном чарте синглов UK Singles Chart).
В 2016 году британская газета The Daily Telegraph включила песню «Return to Sender» в свой список 20-ти основных песен Элвиса Пресли (англ. Elvis Presley: 20 essential songs).

## История

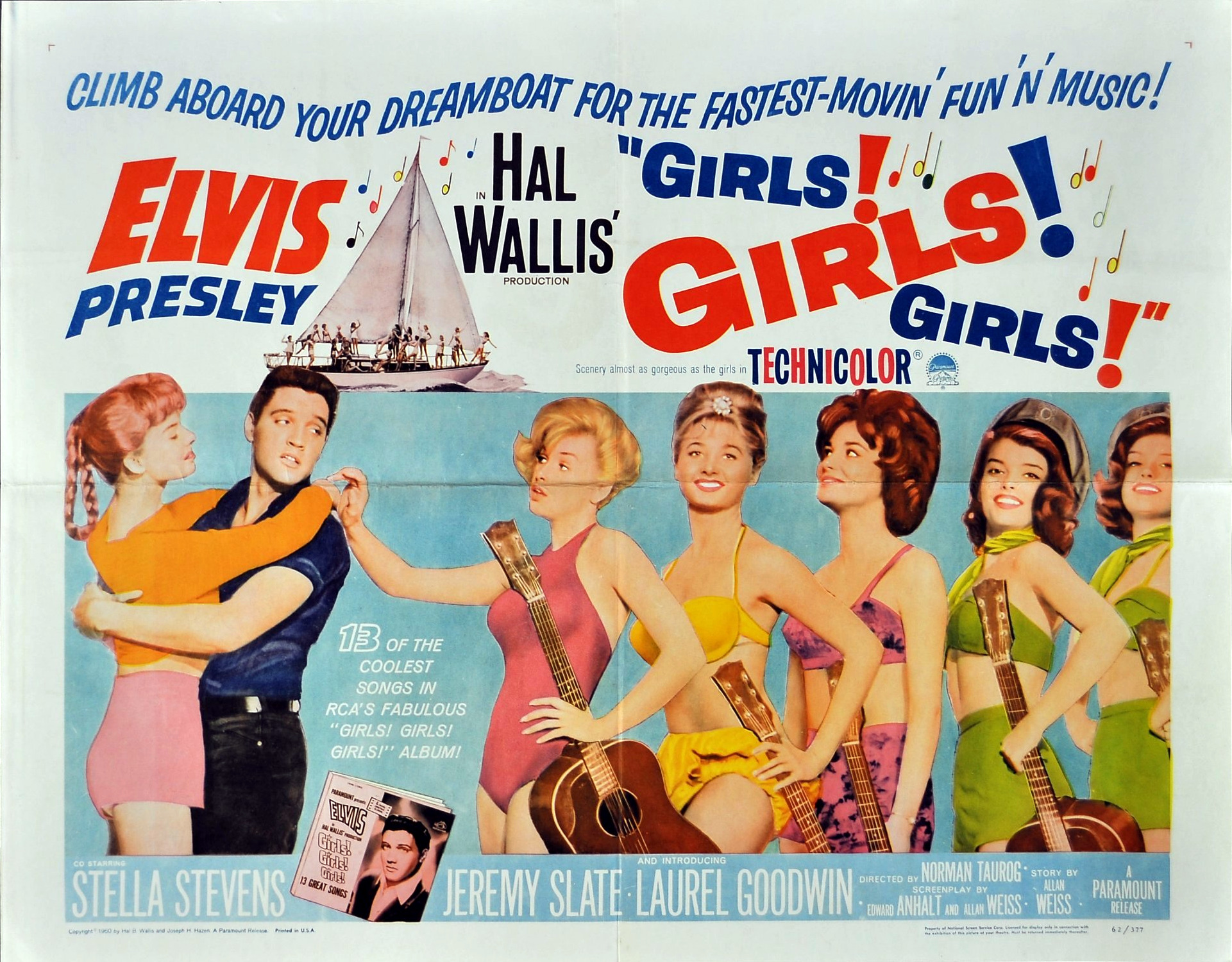
Песня «Return to Sender» была написана для фильма «Девушки! Девушки! Девушки!».

Отис Блэкуэлл и Уинфилд Скотт были командой авторов песен, которые писали песни для ритм-энд-блюзовых исполнителей, таких как Лаверн Бейкер, Рут Браун и Клайд Макфэттер. Чтобы зарабатывать на жизнь как авторы песен, они решили начать писать поп и кантри-песни для таких исполнителей, как Карл Перкинс, Конвей Твитти, Джонни Рэй, Конни Фрэнсис и Элвис Пресли. После того, как Блэкуэлл написал хиты Пресли «Don't Be Cruel» (1956) и «All Shook Up» (1957), Фредди Бьенсток, вице-президент звукозаписывающей компании Hill & Range, обратился к дуэту с просьбой написать песни для фильмов Пресли.
Компания Hill & Range обратилась к Блэквеллу с просьбой написать песни для фильма «Девушки! Девушки! Девушки!». После коммерческого разочарования поп-баллады Пресли «She's Not You» (1962) звукозаписывающая компания хотела, чтобы он вернулся в жанр рок-н-ролла, не отталкивая поклонников, которым нравился его круннинг.
В сценариях к фильмам Пресли отмечались места, где песня должна была быть вставлена в фильм, а также предлагаемые названия и жанры для таких песен. В то время как другие авторы песен придерживались бы этих нот, Блэкуэлл и Скотт этого не сделали, поскольку они привыкли к творческой свободе ритм-энд-блюзовой области. Авторы песен решили написать отличную песню, не заботясь о том, впишется она в сюжетную линию фильма или нет . После написания трека для фильма о рыбалке под названием «Coming in Loaded» и другого материала, который им не понравился, они отказались от написания других песен, пока не нашли вдохновение в возвращенном письме. Демо, которое они отправили в звукозаписывающую компанию, вернулось к ним со словами Return to sender! No such person! No such zone! (Верните отправителю! Нет такого человека! Такой зоны нет!) — было выбито на нем. Блэкуэлл и Скотт решили использовать эти фразы в качестве текста в песне о неудачных отношениях между «злобной женщиной и убитым горем мужчиной».

## Критика
В своей книге Untold Gold: The Stories Behind Elvis's #1 Hits Эйс Коллинз говорит, что, хотя Блэкуэлл написал такие хиты, как «Breathless» Льюиса (1958) и «Fever» Пегги Ли (1958), и оказал влияние на таких артистов, как Пресли и Стиви Уандер, сомнительно, что он никогда не писал ничего столь новаторского, как «Return to Sender». Томас Уорд из AllMusic высоко оценил текст песни, постановку и мелодию, а также вокальное исполнение Пресли. Уорд завершил свой обзор словами, что хотя «Return To Sender» не является огромным художественным триумфом, это отличная поп-песня, которая все еще хорошо звучит для современной аудитории.

## Чарты
| Чарт(1962)                      | Высшая позиция |
| ------------------------------- | -------------- |
| Бельгия/Фландрия (Ultratop 50)  | 2              |
| Бельгия/Валлония (Ultratop 50)  | 25             |
| Ирландия (IRMA)                 | 1              |
| New Zealand (Lever Hit Parade)  | 2              |
| Нидерланды (Single Top 100)     | 4              |
| Норвегия (VG-lista)             | 1              |
| Sweden (Kvällstoppen)           | 1              |
| Sweden (Tio i Topp)             | 1              |
| Швейцария (Schweizer Hitparade) | 99             |
| Великобритания (OCC UK Singles) | 1              |
| США (Billboard Hot 100)         | 2              |
| US Cashbox                      | 1              |
| US Music Vendor                 | 1              |
| ФРГ (GfK)                       | 15             |

| Чарт(1977)       | Высшая позиция |
| ---------------- | -------------- |
| UK Singles Chart | 42             |

| Чарт(2005)       | Высшая позиция |
| ---------------- | -------------- |
| UK Singles Chart | 5              |

## Сертификации
| Регион | Сертификация | Продажи    |
| --- | ------------ | ---------- |
| Норвегия | —            | 25,000     |
| Великобритания (BPI) | Серебряный   | 200 000    |
| США (RIAA) | Платиновый   | 1 000 000^ |
| ^ Данные о тиражах приведены только на основе сертификации. · Данные о продажах + прослушиваниях приведены только на основе сертификации. |              |            |